# Шлегель, Рудольф
Рудольф Артур Шлегель (нем. Rudolf Arthur Schlegel; 11 июля 1913, Хемниц, Германская империя — 19 ноября 1983, Пайсенберг, ФРГ) — гауптштурмфюрер СС, руководитель СД в Минске и служащий айнзацкоманды 8 в составе айнзацгруппы B.

## Биография
Рудольф Шлегель родился 11 июля 1913 года. Посещал народную школу и гимназию в Хемнице. В марте 1933 года сдал экзамены на аттестат зрелости. Шлегель поступил в педагогический институт при Дрезденском техническом университете. Осенью 1938 году сдал экзамен и получил специальность преподавателя профессионального училища.
С 1933 по 1935 год принадлежал к Штурмовым отрядам (СА). С 1 ноября 1935 года по 30 сентября 1936 года проходил службу в 10-м зенитном полку в Дрездене, демобилизовавашись в звании ефрейтора запаса. 1 мая 1937 года вступил в НСДАП (билет № 4949731). 5 мая 1937 года был зачислен в ряды СС (№ 353537). С 1939 года служил в оберабшните СД в Лейпциге. С осени 1940 года преподавал историю в полицейской школе в Прече. После начала вторжения в СССР присоединился к айнзацкоманде 8 айнзацгруппы B, в составе которой выдвинулся в сторону Минска. С 8 декабря 1941 по май 1943 года возглавлял отделение СД в Минске. В марте 1942 года принимал участие в массовом расстреле 3000 человек из Минского гетто. В том же году руководил расстрелом 200 евреев из гетто в Слониме, где лично принимал участие. В апреле 1942 года был награждён крестом «За военные заслуги» 2-го класса с мечами. 8 февраля 1943 года участвовал в уничтожении гетто в Слуцке. С мая 1943 года служил в лейтабшните СД в Праге.

### После войны
По окончании войны ему удалось избежать плена и скрыться. Шлегель жил вместе с женой в городе Ноймаркт-Санкт-Файт, где работал в сельском хозяйстве и на кирпичном заводе. В мае 1946 года в ходе денацификации был отнесён к группе V «освобождённых». С 1949 года работал коммивояжёром на разных  шоколадных фабриках Баден-Вюртемберга. В 1955 году начал работать в компании Daimler-Benz в Унтертюкхайме, где был преподавателем в сфере коммерции. 6 мая 1960 года был арестован. 21 мая 1963 года был приговорён земельным судом Кобленца по обвинению в пособничестве в убийстве к 8 годам заключения.